# Pycnanthemum pycnanthemoides
Pycnanthemum pycnanthemoides är en kransblommig växtart som först beskrevs av Leavenw., och fick sitt nu gällande namn av Merritt Lyndon Fernald. Pycnanthemum pycnanthemoides ingår i släktet Pycnanthemum och familjen kransblommiga växter.

## Underarter
Arten delas in i följande underarter:
- P. p. pycnanthemoides
- P. p. viridifolium